# El Petit Príncep
El Petit Príncep (en francès Le Petit Prince) és l'obra més coneguda d'Antoine de Saint-Exupéry. Es tracta d'un conte poètic i filosòfic sota l'aparença d'un conte per a nens. La primera edició es va fer simultàniament en francès i en anglès a Nova York i va sortir el 6 d'abril de 1943.
La història narra la trobada entre un nen i un aviador, els diàlegs que tenen i com aquests fan replantejar la vida a l'adult. El llibre està il·lustrat amb dibuixos del mateix autor que formen part de la narració i que són tant o més coneguts que el conte. Cada capítol relata una trobada del petit príncep que resta perplex pel que fa al comportament absurd de les «persones grans»; cadascuna d'aquestes trobades pot ser llegida com una al·legoria.
El llenguatge, senzill i desposseït, destinat a ser comprès pels nens, és en realitat per al narrador el vehicle privilegiat d'una concepció simbòlica de la vida. Les aquarel·les, que formen part del text, participen d'aquesta puresa del llenguatge: nuesa i profunditat són les qualitats mestres de l'obra.
S'hi pot llegir una invitació de l'autor a trobar el nen en si mateix, ja que «totes les persones grans han estat al principi nens. (Però poques se'n recorden)». Èxit editorial, l'obra ha esdevingut un dels llibres més traduïts al món, i també s'han fet musicals sobre l'obra, com el de Nadal del 2014 a Barcelona, dirigit per Àngel Llàcer i Manu Guix.

## Resum

### El narrador i el Petit Príncep
El narrador és un aviador que, de resultes d'una avaria de motor, ha hagut d'aterrar al desert del Sàhara i ha de mirar de reparar tot sol el seu avió. L'endemà del seu aterratge forçat, una petita veu desperta l'aviador i li demana: «Si us plau... dibuixa'm un be!». És el Petit Príncep. Perplex per aquesta inversemblant aparició, l'aviador comença sentint curiositat per la procedència d'aquesta criatura, però a mesura que el va coneixent —ben sovint tot fent deduccions arran del seu comportament i de les seues expressions— es desentén de la seua avaria i va creixent envers ell un lligam d'amistat i estima.
Dia rere dia, el Petit Príncep va revelant la seua història a l'aviador: l'episodi de la vida a l'Asteroide B-612 («no gaire més gran que una casa»); el drama dels baobabs i els volcans; l'excepcional naixement d'una rosa orgullosa, presumida i exigent que el fa descobrir l'amor i el dolor i, finalment, l'expedició per explorar altres asteroides a la recerca d'amics fins a arribar a la Terra.

### El viatge del Petit Príncep
El Petit Príncep visita set astres:
1. L'asteroide del rei del qual la lògica és aquella de «regnar per damunt de la resta de gent»
2. L'asteroide del vanitós que no deixa de saludar quan se l'admira
3. L'asteroide del bevedor, que «beu per oblidar que té vergonya de beure»
4. L'asteroide de l'home de negocis que compta els estels i que no deixa de repetir «sóc un home seriós, jo»
5. L'asteroide del fanaler, l'únic que no sembla ridícul al Petit Príncep «perquè s'ocupa de coses per a d'altres i no per a ell mateix»
6. L'asteroide del geògraf, que vol donar a conèixer el món però sense aventurar-se a moure's del seu asteroide
7. I finalment, la Terra, que era el planeta més gros i que contenia «dos mil milions de persones grans»

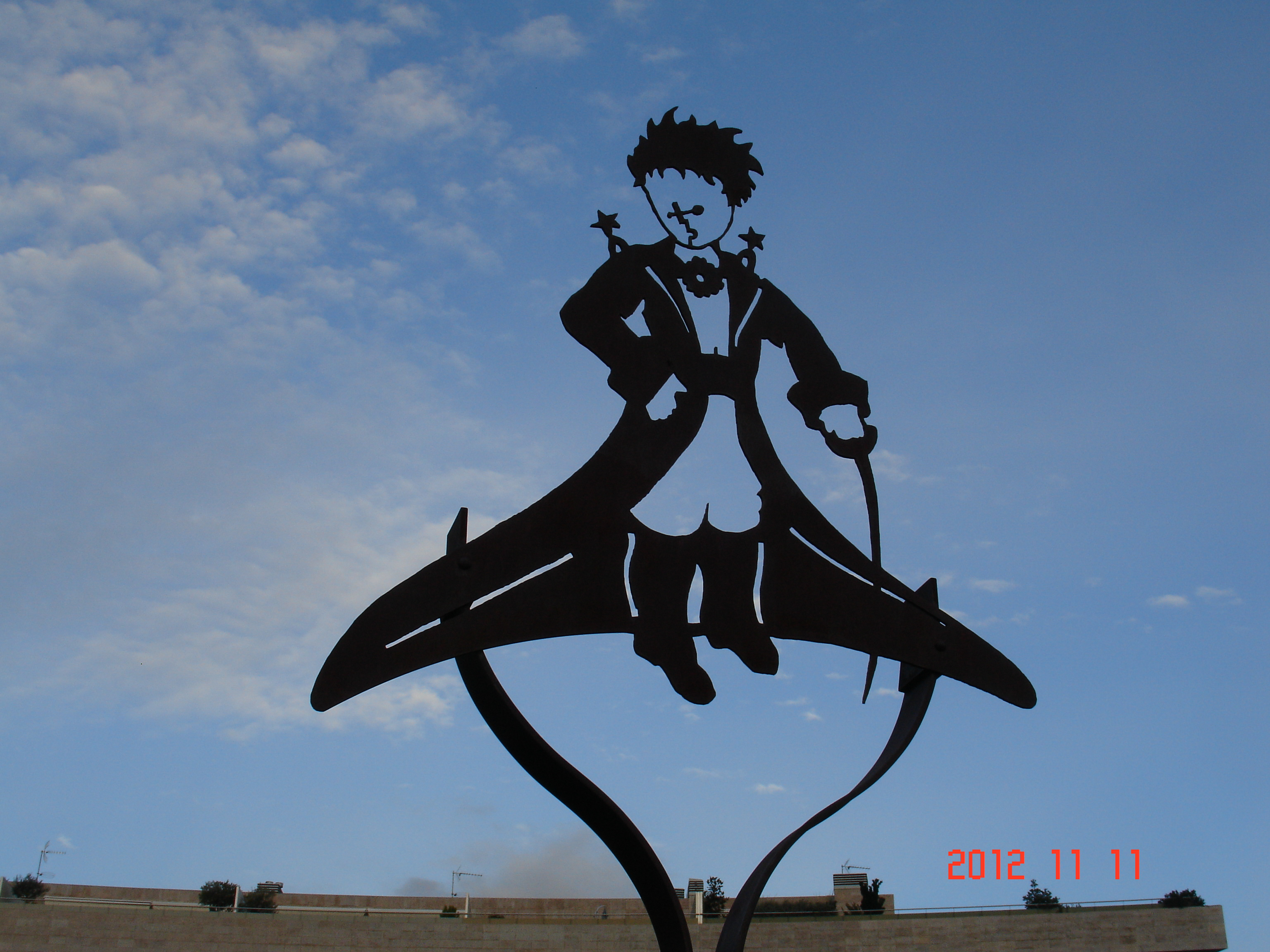
Monument al Petit Príncep a Terrassa

### El Petit Príncep a la Terra
Sempre a la cerca d'amics, el Petit Príncep arriba a la Terra, però és encara la solitud i l'absurd de l'existència el que descobrirà: la seva trobada amb la serp que no parla més que per enigmes, la d'una flor «de tres pètals», l'eco de les muntanyes. Finalment, arriba a un jardí de roses. Llavors s'adona que la seva flor no era única.
És aleshores que es troba la guineu que explica al Petit Príncep el que significa «domesticar». És gràcies a l'ensenyament de la guineu que el Petit Príncep descobreix el sentit profund de l'amistat:
- «No es veu bé més que amb el cor; l'essencial és invisible per als ulls»
- «Ets responsable per sempre d'allò que has domesticat»
- «És el temps que has perdut per a la teva rosa, que fa la teva rosa tan important»

Més tard, el Petit Príncep troba successivament un guardaagulles i un venedor, abans de trobar l'aviador, amb qui resta set dies. Aquest, guiat per la fragilitat i el candor del Petit Príncep, acaba descobrint un pou al desert: «El que embelleix el desert, diu el Petit Príncep, és que amaga un pou en alguna banda». Poc després, el Petit Príncep explica al narrador que ha arribat a la Terra fa prop d'un any: ha d'anar al seu planeta per ocupar-se de la seva flor de la qual se sent d'ara endavant «responsable». En companyia de l'aviador, el Petit Príncep torna al lloc exacte on havia arribat: «Va caure dolçament com cau un arbre. Això ni tan sols va fer soroll a causa de la sorra».

## Naixement del personatge
El Petit Príncep fa la seva aparició a les llibreries als Estats Units el 1943. Però Saint-Exupéry hi pensa des de fa més de set anys ja. Llevat que no es pugui llegir l'obra com una «autobiografia discreta». El 29 de desembre del mateix any, Saint-Exupéry intenta mantenir la línia aèria París-Saigon, però el seu avió s'estavella el 31 de desembre al desert de Líbia. És una caravana de nòmades que el salvarà: la trobada «miraculosa» i com a «caiguda del cel» acaba de néixer.
Michel Quesnel precisa que «quan sovinteja els petits restaurants, Saint-Exupéry alimenta la seva paciència gargotejant, sobre el paper estampat que li fan d'estovalles, l'esbós d'un jove personatge al qual n'hi haurà prou que se li amputin les ales inútils i que es deixi irradiar els seus cabells perquè es faci el Petit Príncep».
A poc a poc, els correus personals de l'autor fan aparèixer la silueta molt neta que coneixem del personatge. El maig de 1940, en una carta que envia a Léon Werth, apareix sobre el seu núvol un petit personatge a la mirada enfadada, davant un planeta en què viu un vell xai banyut, plantat amb arbres i adornat en primer pla per una rosa.
El personatge del Petit Príncep també hauria estat inspirat a Antoine de Saint-Exupéry per la personalitat de Pierre Sudreau.

### El personatge de la rosa
La rosa és l'únic personatge "femení" que apareix en la novel·la de Saint-Exupéry. Es defineix com una flor orgullosa i melodramàtica que viu a l'asteroide B612 sota l'atenta mirada i les cures del Petit Príncep. Les seves queixes fan que el Petit Príncep deixi el seu planeta i comenci les seves exploracions, ja no entén que després de tot l'esforç que li dedica segueixi insatisfeta. És una flor vanitosa, egoista i mentidera, per això, el Petit Príncep haurà d'aprendre a estimar-la tal com és.
És el personatge que simbolitza l'amor i la innocència del Petit Príncep. La rosa no és una flor qualsevol; és el seu amor. És la metàfora de la dona que estima i que s'ha quedat per sempre en el seu cor. És bella, perfumada, perfecta i al mateix temps, plena d'imperfeccions; és fràgil i cal cuidar-la, mimar-la, estar sempre atent; a més, és complicada, orgullosa, vanitosa, egoista i mentidera. És la responsable de la fugida del Petit Príncep per crear-li una gran confusió amb la seva forma de dir les coses. No obstant això, és la seva flor i és única entre totes les altres.
Mentre el Petit Príncep feia la volta a la Terra durant tot un any, va topar-se amb una flor. La trobada amb la flor ve a dir-nos el difícil que és trobar a les persones quan veritablement les necessitem. Planteja la vida com una cosa incerta, canviant i inestable; els homes no fan arrels perquè mai saben quan un fet canviarà la seva destinació. A més a més, l'ajuda a entendre que per moltes roses que existeixin només la seva serà única perquè a diferència de les altres, amb la seva, n'ha establert un lligam. Això és el mateix que passa amb les relacions humanes, tots som conscients que existeixen milers de persones, però només estimem a aquelles amb les quals n'establim connexions.
El Petit Príncep opina sobre la filiació que l'uneix amb la flor, al dir que han estat junts per molt temps i que en té cura com el seu tresor més preuat. L'embolica en una bola de vidre, perquè els agents externs de l'asteroide no la facin marcir. La flor es disculpa davant el nen per saber-se aprofitar de la seva bondat, per tant, aquesta decisió d'explorar un altre univers va dur al petit príncep viatjar cap a la terra.
L'infant parla sobre la visita a altres planetes, però en un d'ells va conèixer a un home extremadament vanitós i superficial. En una altra regió planetària, coneix a un borratxo que bevia per oblidar-se de tota la seva existència; en un altre planeta, es troba amb un geògraf, que es creu l'amo de totes les estrelles, en afirmar que pot tocar-les i parlar amb cadascuna d'elles. Tot seguit, va aconseguir a un home de fanal, que encenia i apagava la llum que portava amb ell.
Més tard, un ancià confessa a l'infant que la vida de les roses era efímera; aquesta revelació va omplir de molta nostàlgia i patiment al Petit Príncep, ja que s'havia adonat que estimava a la seva fidel companya fos com fos.

## Fenomen editorial
El llibre va ser publicat inicialment a Nova York el 1943. Una nova tirada a la col·lecció Folio al començament del segle XXI va restituir tardanament en una edició francesa les il·lustracions a partir dels originals. Independentment de la millor qualitat tècnica, es va veure que diversos dibuixos de les edicions franceses anteriors havien estat alterats per l'editor per raons de format (l'estel al qual apunta l'Astrònom, per exemple).
L'obra ha estat traduïda a més de dues-centes cinquanta llengües i dialectes (essent la quarta obra amb més versions del món): les llengües més conegudes dels quatre continents, però també a llengües menys conegudes com el tagal, el papiament, el feroès, el friülès, l'aragonès, el sobreselvà, el quítxua, el telugu, el marathi, el panjabi, el tàmil, el malaiàlam, el maya yucatec, el còrnic, el marquesà del sud o el soninke. El 2005, El Petit Príncep ha estat traduït al toba, una llengua ameríndia del nord de l'Argentina, sota el títol So Shiyaxauolec Nta'a. És el primer llibre traduït a aquesta llengua després del Nou Testament. Per algunes llengües minoritàries o en perill, la traducció del Petit Príncep és una manera de contribuir a la seva preservació i revitalització.

### Edicions en llengües d'Espanya
El Petit Príncep va ser traduït en castellà per primera vegada l'any 1951, a l'Argentina. Una altra edició va ser publicada a Mèxic amb el títol El pequeño príncipe en 1963 i a 1964 es va publicar una nova traducció en castellà a Espanya. En 1968 dues edicions del Petit Príncep es van editar a Cuba i Colòmbia. El títol més usat en castellà és El Principito.
El Petit Príncep va ser traduït en català en 1959 i publicat per l'editorial Estela. Avui hi ha diverses edicions en català. Es va publicar una edició en valencià l'any 2007 amb el títol El príncep xiquet. El llibre va ser traduït també en aranès el 2005 i editat a 1500 exemplaris per l'editorial Parangona, sota la impulsió del col·leccionista Jaume Arbonés amb el títol Eth Petit Prince, afegint-se a altres versions de l'obra en occità. Existeixen també traduccions en basc, gallec, asturià i aragonès.
Fenomen d'edició, fenomen internacional, fenomen cultural, El Petit Príncep és universal. Dues-centes cinquanta traduccions catalogades l'any 2011, més de vuitanta milions de llibres, cassets, DVD, CD àudio venuts al món, un museu al Japó, una òpera als Estats Units i a Alemanya, una comèdia musical a França, a Corea i a Catalunya, una integració en els programes escolars al Marroc, al Canadà, al Japó, a Corea...

## Musical en català
El Petit Príncep ha estat adaptat per Àngel Llàcer, Manu Guix i La Perla 29 en un musical en català, que va ser presentat a Barcelona pel Nadal de 2014 i va tenir molt èxit. La partitura és de Manu Guix, amb lletres de Marc Artigau i el mateix Llàcer.